# Iulian Chifu
 (février 2022).
Iulian Chifu (né le 28 juillet 1968) est un analyste roumain de la politique étrangère et ancien conseiller présidentiel,.

## Biographie
Iulian Chifu est né le 28 juillet 1968 à Iași, en Roumanie.
Conseiller de l'ancien président roumain Traian Băsescu sur les questions stratégiques et la sécurité internationale, il a publié un livre, Gândire Strategică ("Pensée stratégique"), en 2013.
En mai 2015, il devient l'un des premiers Roumains sanctionnés par la Russie pendant le conflit russo-ukrainien,.